# Странный Дикий Запад
«Странный Дикий Запад» (англ. Out West), также известный под другими вариантами перевода названия: «Наш Дикий Запад», «Дикий Запад», «На Дальнем Западе», «Фатти-бармен» — короткометражная немая комедия с участием троицы комических актёров: популярного в тот период Роско Арбакля, только начинающего работать в кино Бастера Китона и племянника Арбакла, игравшего во многих работах дяди Эла Сент-Джона.

## Сюжет
Главный герой фильма Фатти (в исполнении популярного в 1910-х комика-толстяка Роско Арбакля) решает перебраться из прерий в город, для чего пробирается зайцем в поезд, откуда его вышвыривают охранники, которых он умудрился ещё и объесть. Очутившись в пустыне, Фатти подвергается нападению индейцев, удирая от которых, он наконец-то попадает в небольшой городок на Диком Западе, где тут же находит подвернувшуюся ему работу — на освободившееся место убитого только что бармена. Бастер Китон играет шерифа этого городка, где стрельба, драки и убийства являются обыденным явлением, а в салуне даже посреди зала в полу имеется люк для размещения падающих тел. Каждый раз как кого-то убивают, Китон просто открывает люк и скидывает тело. Третьим действующим лицом этой истории является бандит Дикий Билл Икающий (в исполнении Эла Сент-Джона), наметивший нападение на салун с целью поживиться. Но не тут-то было — его нападение было успешно отбито, трупы складированы в люке в полу салуна. Однако выживший Дикий Билл Икающий так просто не сдаётся и в отместку решает похитить зашедшую в салун девушку из Армии Спасения. Наш отважный герой Фатти пускается за похитителем в погоню и спасает похищенную красотку.

## В ролях
- Роско Арбакл — Толстяк (Фатти)
- Бастер Китон — шериф, он же хозяин салуна
- Эл Сент-Джон — Дикий Билл Икающий
- Элис Лэйк — девушка из Армии Спасения
- Джо Китон — человек в поезде
- Эрни Моррисон ст. — негр, доведённый до слёз

## Съёмки
Это был первый фильм студии Comique Film Company снятый в Калифорнии. Студия основанная Роско Арбаклом и Джозефом Шенком в 1916 году имела штаб-квартиру в Нью-Йорке и первые пять фильмов были сняты в его окрестностях. После съёмок «Странного Дикого Запада» студия окончательно обоснуется на Западном побережье США, где и будут сняты все последующие фильмы вплоть до 1922 года, когда Comique Film Company прекратит своё существование.
Идея сюжета принадлежит Натали Толмедж, впоследствии ставшей женой Бастера Китона. Натурные съёмки происходили в каньоне Сан-Габриэль, одном из живописнейших мест Калифорнии. Небольшой городок, показанный на экране, является настоящим населённым пунктом, а не построенными декорациями, как это зачастую практиковалось при съёмках.

## Интересные факты
- Если хорошо присмотреться, то можно увидеть мелькнувшую улыбку на лице Бастера Китона, который, как известно, получил прозвище «Человек с каменным лицом» (или «Комик без улыбки»).
- Одну из небольших ролей в поезде играет отец Бастера Китона — Джо Китон.
- В фильме есть сцена, которая в те времена была обыденной и не вызвала какого бы то ни было пристального общественного внимания. Сцена, когда сплошь белые посетители салуна издеваются над негром, стреляя ему под ноги, чтоб он пританцовывал. В результате чего доводят несчастного до слёз. Только девушка из Армии Спасения останавливает этот произвол словами: «Как вам не стыдно». Спустя десятилетия, сейчас в современной политкорректной Америке наличие этой сцены в фильме вызывает общественный резонанс[2].

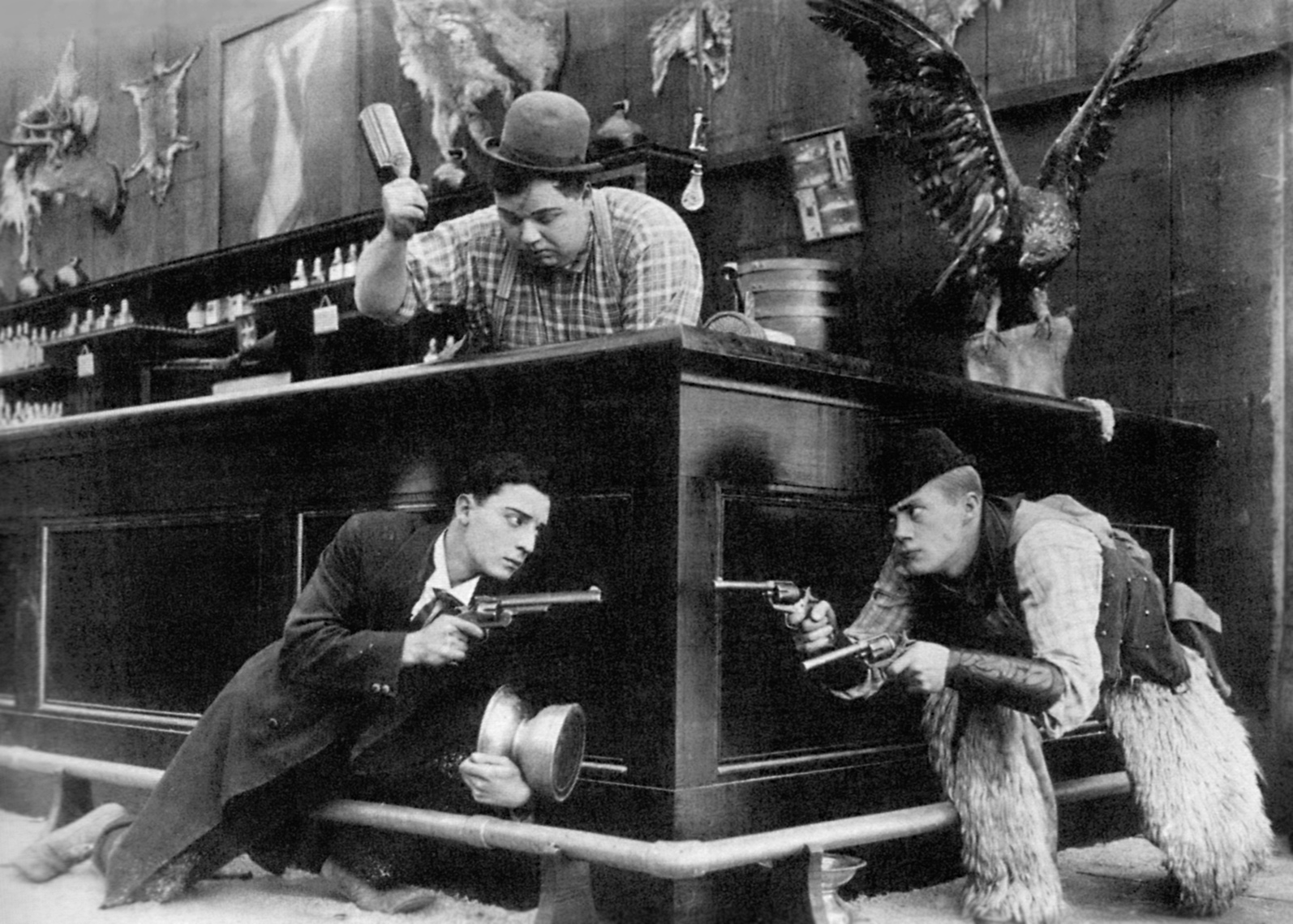
Сцена перестрелки в салуне: Роско Арбакл, Бастер Китон и Эл Сент-Джон